# Morvi
Morvi (czasem spotykana jest też nazwa Morbi) – miasto w zachodnich Indiach, w stanie Gudźarat. Położone jest nad rzeką Manchhu. Dawniej w jego pobliżu znajdowała się zapora wodna Morvi. 12 sierpnia 1979 doszło do jej wysadzenia, w wyniku czego ściana wody, która runęła z potężną siłą ze zbiornika nad zaporą zniszczyła miasto, zabijając według różnych źródeł od 1500 do 12000 osób. 31 października 2022 w miejscowości zawalił się most. Zginęło ok. 150 osób.